# LibraryThing

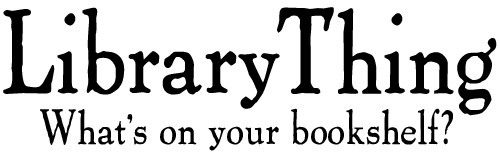
Logo

LibraryThing is een Engelstalige online catalogus waarmee men zijn eigen boeken kan catalogiseren. Het programma zoekt online informatie voor ingevoerde titels bij onder andere Amazon.com, de Library of Congress en de British Library, maar ook bij de Nederlandse en Belgische Koninklijke Bibliotheek en universiteitsbibliotheken in veel landen, waaronder  Nederland. Opgericht in 2005 door Tim Spalding werd het al snel een populaire 'community'-site waar ook mogelijkheden kwamen om te chatten en schrijven over boeken, vergelijkingen te maken tussen verschillende collecties en mensen te vinden met dezelfde interesses. In 2006 werd het deels eigendom van het e-businessbedrijf AbeBooks. Dat werd op zijn beurt in 2008 overgenomen door Amazon.com. Ofschoon verkoop van boeken via LibraryThing niet is toegestaan, fungeert het wel als reclame voor Amazon, omdat de 'bronnen' van de boeken veelal naar Amazon verwijzen. Er is inmiddels ook een Nederlandstalige afdeling van de site.
Een soortgelijk programma, maar dan gericht op het Nederlandse taalgebied, is deboekensalon.nl (voorheen mijnboekenplank.nl) dat gebruikmaakt van onder andere de recensiebibliotheek van de Nederlandse Bibliotheek Dienst die, naast boeken, ook de titelbeschrijvingen levert voor de Nederlandse openbare bibliotheken. Ook is het vergelijkbaar met Catawiki.